# Kathedrale von Mogadischu

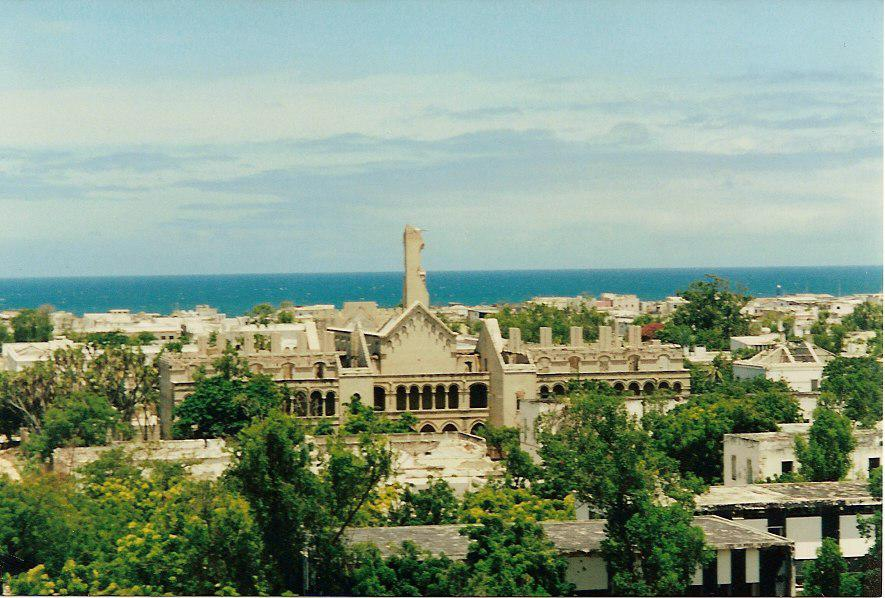
Blick auf die Ruinen der Kathedrale

Die Kathedrale von Mogadischu (italienisch Cattedrale di Mogadiscio) ist eine zerstörte römisch-katholische Kathedrale in Mogadischu, Somalia. Von 1928 bis 1991 diente sie als Sitz des römisch-katholischen Bistums Mogadischu.

## Geschichte
Die Kirche wurde 1928 von italienischen Kolonialbehörden in gotischen Formen nach dem Vorbild der Kathedrale von Cefalù erbaut. Architekt war Antonio Vandone di Cortemilia. Die Kathedrale war damals die größte Afrikas. Die beiden Türme, die die Fassade flankierten, waren 37 Meter hoch und prägten das Stadtbild. Um 1950 gab es in der Region Mogadischu etwa 8.500 Katholiken überwiegend italienischer Abstammung.
Schon bei Errichtung der Diözese 1975 befand sich die Katholikenzahl durch Wegzug in starkem Rückgang und beträgt derzeit nur noch wenige Dutzend. Die wachsende Unsicherheit illustrierte die Entführung des französischen Botschafters 1975 während der Kathedralmesse. Am 9. Juli 1989 wurde der Bischof von Mogadischu, Pietro Salvatore Colombo, vor dem Portal der Kathedrale erschossen. In den folgenden Jahren wurden mehrere Priester und Ordensleute sowie rund 50 Laien – zumeist Italo-Somalier aus gemischten Ehen – ermordet. Die Kathedrale von Mogadischu wurde 1991 geplündert und 2008 von Islamisten dem Erdboden gleichgemacht.

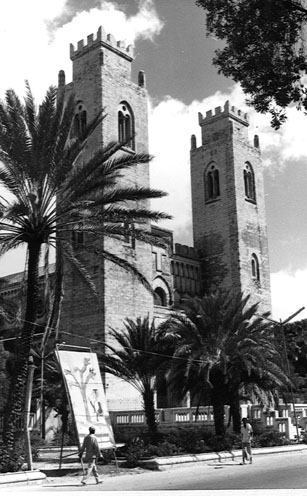
Die Kathedrale von Mogadischu in den 1960er Jahren

Das Begräbnis von Bischof Colombo in der Kathedrale hatte am 15. Juli 1989 geheim in der Nacht durchgeführt werden müssen. Beim Islamisten-Überfall zwei Jahre später wurde die Bischofsgruft aufgerissen, die Überreste der beigesetzten Bischöfe wurden von den Extremisten verstreut. Erst 1993 konnte der Bischof von Dschibuti, Giorgio Bertin, mit Hilfe von italienischen Fallschirmjägern der internationalen Friedenstruppe einige Leichenteile der verstorbenen Bischöfe sicherstellen und nach Italien überführen. Er wurde später wie auch die Bischöfe Bernardino Bigi und Francesco Fulgenzio Lazzati in der Kirche Sant’Antonio di Padova in Mailand beigesetzt. Der Bischofssitz blieb seither unbesetzt und das Bistum existiert nur noch kirchenrechtlich. Gelegentlich geäußerte Pläne, das Gebäude wiederherzustellen, setzen eine grundlegende Änderung der politischen Situation voraus.